# Crook of Devon
Crook of Devon ist eine schottische Ortschaft am Westrand der Council Area Perth and Kinross. Sie liegt in der traditionellen Grafschaft Kinross-shire rund acht Kilometer südwestlich von Kinross und 14 Kilometer nordwestlich des Zentrums von Dunfermline am linken Ufer des Devon.

## Geschichte
Der Name der Ortschaft leitet sich von seiner Lage an einer weiten Schleife des Devons ab, der von den nordwestlich gelegenen Ochil Hills herabfließt.
Aus den Aufzeichnung des englischen Königs Eduard I. aus dem Jahre 1304 geht die Existenz eines Wehrbaus hervor, aus welchem das 1,5 Kilometer östlich von Crook of Devon gelegene Tullibole Castle hervorging. Im frühen 16. Jahrhundert entstand mit Aldie Castle ein weiteres Tower House rund 2,5 Kilometer südöstlich der Ortschaft. 1615 wurde Crook of Devon als Burgh of Barony installiert. Die heute als Fossoway and Tulliebole Church in den Denkmallisten verzeichnete Gemeindekirche entstand 1729.
In den 1660er Jahren fanden in Crook of Devon bekannte Hexenprozesse statt. Die als Hexen identifizierte Personen wurden auf einem Scheiterhaufen auf einem Feld namens Lamblairs verbrannt.
Lebten 1961 noch 193 Personen in der Ortschaft, so stieg die Einwohnerzahlen in den folgenden Jahrzehnten sukzessive auf 670 im Jahre 2011 an.

## Verkehr
Seit 1767 überspannt die Fossoway Bridge den Devon und verband damit die Grafschaften Kinross-shire und Perthshire. Im Laufe der 1860er Jahre erhielt Crook of Devon einen Bahnhof entlang der neu eröffneten Devon Valley Railway, die später von der North British Railway übernommen wurde. Die Verbindung zwischen Kinross und der Hauptlinie zwischen Edinburgh und Perth wurde im Rahmen der Beeching Axe aufgelassen.
Die A977 führt als Hauptverkehrsstraße durch Crook of Devon. Sie verbindet die Ortschaft mit Kinross im Osten und den Brücken Kincardine Bridge und Clackmannanshire Bridge über den Forth bei Kincardine im Süden. Innerhalb weniger Kilometer sind die von Bannockburn nach St Andrews führende A91 und die A823 (Crieff–Dunfermline) erreichbar.